# Monginevro
Monginevro (in francese Montgenèvre) è un comune francese di 527 abitanti situato nel dipartimento delle Alte Alpi nella regione della Provenza-Alpi-Costa Azzurra. Situato all'altitudine di 1 860 metri, Monginevro prende il nome dal colle del Monginevro, uno dei principali valichi tra Italia e Francia. Montgenèvre è anche una nota stazione sciistica e costituisce la porta sud della Via Lattea, noto comprensorio sciistico.

Comprende 17,09 km² in Val di Susa annessi dal comune di Claviere in seguito al trattato di pace del 1947 e alle rettifiche del 1976.

## Geografia fisica

### Posizione
Pur essendo in Francia il comune appartiene per una piccola parte alla regione geografica italiana e al bacino idrografico del Po, dato che dal colle del Monginevro nasce la Piccola Dora, uno dei due rami sorgentizi della Dora Riparia. La prosecuzione della strada statale 24 in territorio francese, la N 94, porta verso il sud della Francia (Gap e la Provenza).

### Clima
Data la posizione sul colle, il clima è generalmente ventilato e le giornate di sole sono moltissime; le numerose perturbazioni invernali apportano consistenti quantità di neve ed in inverno temperature rigide mantengono la neve ottimale per gli appassionati di sport invernali.

## Storia
Si tratta del primo paese dopo il confine italo-francese sulla strada del colle del Monginevro denominato in epoca romana Druantium: il comune chiude il Briançonnais.

Nel 1947 con il trattato di Parigi il colle passa dall'Italia alla Francia.

## Via Francigena

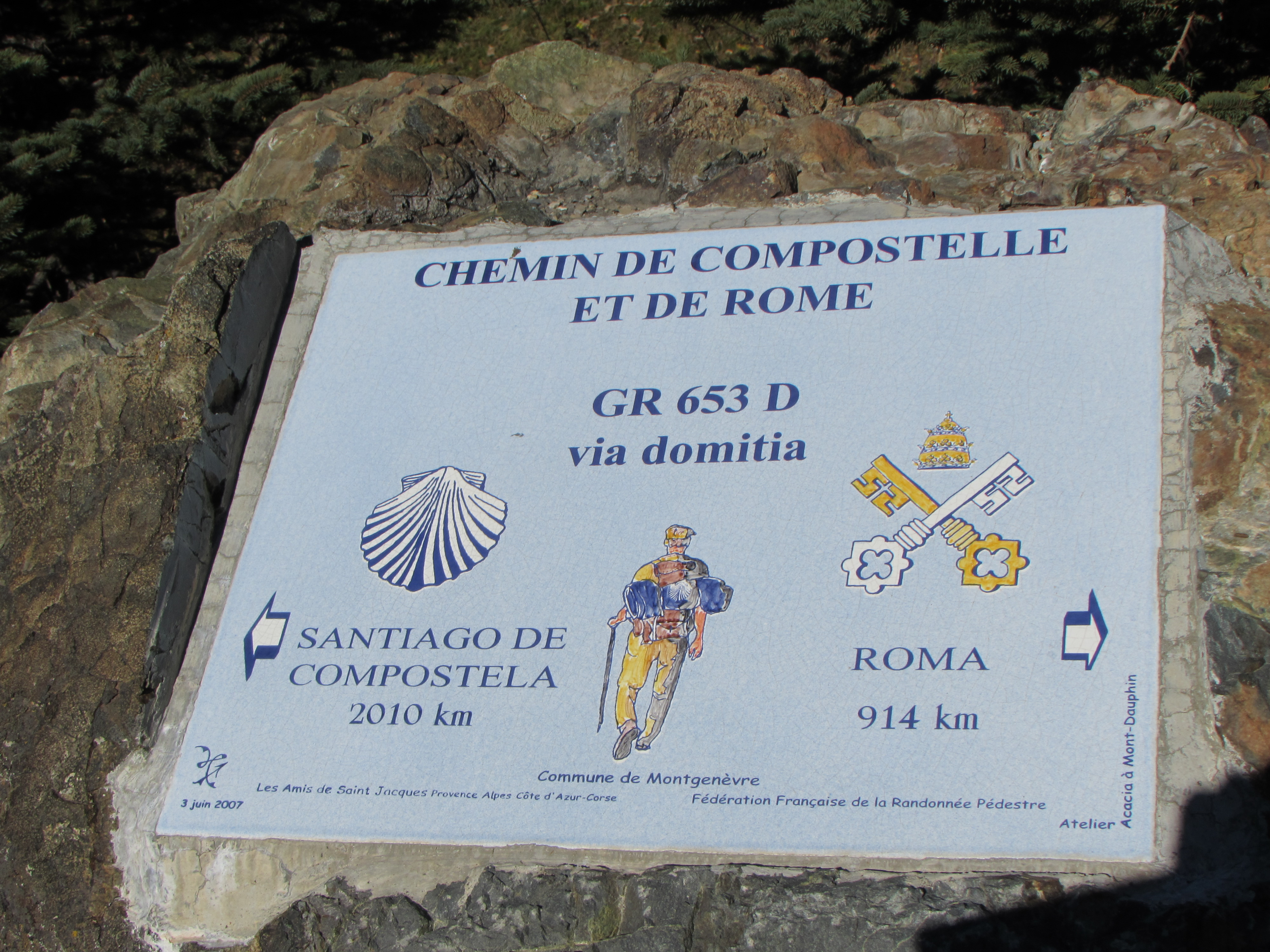
Targa inizio Via Francigena

Il paese di Monginevro ed il Colle sono molto importanti per il tracciato storico della Via Francigena, in quanto costituisce l'inizio del percorso in terra italiana ed anche lo spartiacque del tracciato della via Domizia verso Santiago di Compostela: una targa ricorda questo crocevia di cammini storici.

Successivamente il tracciato prosegue verso Claviere e poi discende verso Cesana Torinese ed Oulx.

## Società

### Evoluzione demografica
Abitanti censiti

## Amministrazione

### Gemellaggi
- Montegrosso d'Asti

## Sport
- Sci e sport invernali
- Ciclismo: Tappa del Tour de France